# Cygnus NG-14
Cygnus NG-14 (pierwotna nazwa Cygnus CRS OA-14E) –  misja statku transportowego Cygnus, prowadzona przez prywatną firmę Orbital ATK na zlecenie amerykańskiej agencji kosmicznej NASA w ramach programu Commercial Resupply Services w celu zaopatrzenia Międzynarodowej Stacji Kosmicznej. Statek dostarczył około 3550 kg ładunku w tym nową specjalną toaletę kosmiczną.